# Äbtepalast zu Oliva

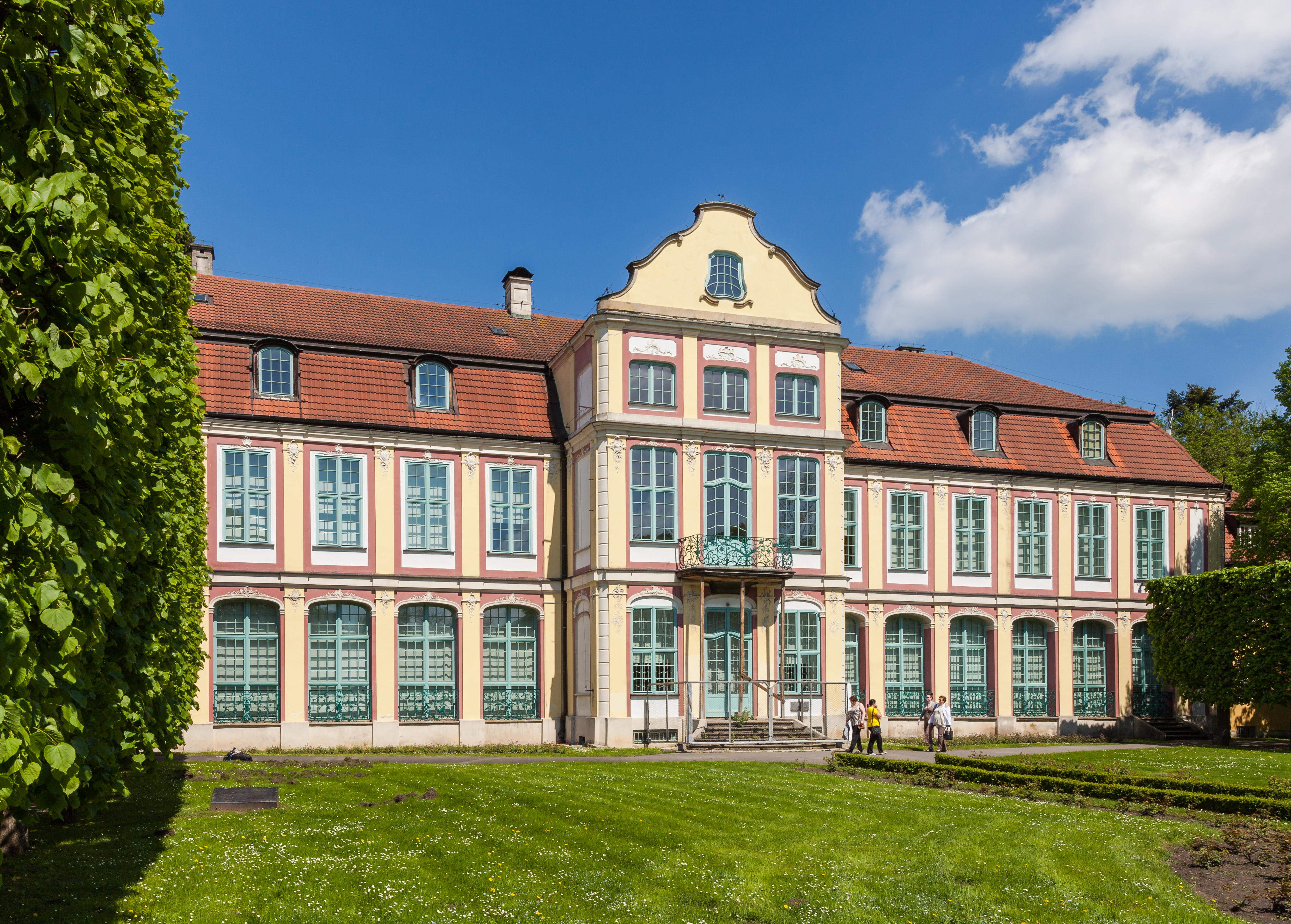

Der Äbtepalast zu Oliva wurde 1754 bis 1756 errichtet. Der Bau wurde vom letzten polnischen Abt des Zisterzienserklosters, Jacek Rybiński (1701–1782), gespendet, als Erweiterung des noch im 15. Jahrhundert errichteten sogenannten Alten Äbtepalastes. Nach langen Verhandlungen wurde am 5. Januar 1830 der „Vertrag zur Regulierung der Diözesanangelegenheiten der katholischen Einwohner des Herzogtums Oldenburg“ unterzeichnet, nach dem Verhandlungsort, dem Sitz des Fürstbischofs, meist als Konvention von Oliva bezeichnet. Damit wurde ein Bischöflich Münstersches Offizialat geschaffen und dessen Offizial gegenüber dem Bischof von Münster eine weit reichende Autonomie zugesprochen. Am 1. Oktober 1831 wurde das Kloster in Oliva liquidiert und seine Güter zwischen der Stadt Danzig und dem preußischen König aufgeteilt.
Das Gebäude blieb sehr lange ungenutzt, erst 1926 wurde das Staatliche Landesmuseum für Danziger Geschichte gegründet. 1945 total ausgebrannt, wurde der Palast in den 1960er Jahren wiederaufgebaut, als Sitz der Ethnografischen Abteilung des damaligen Pommerschen Museums. Seit 1989 wurde im Palast die Abteilung für Zeitgenössische Kunst des Danziger Nationalmuseums eingerichtet.
In direkter Nachbarschaft liegen das Kloster und der Dom zu Oliva.